# Austin McKenzie
Austin P. McKenzie (né le 24 août 1993) est un acteur et chanteur américain connu pour son rôle de Melchior Gabor dans l'édition 2015 de Broadway Revival de Spring Awakening du Deaf West Theatre. Sa performance en tant que Melchior a suscité un vif succès auprès de la critique et de nombreuses nominations aux récompenses théâtrales pour les deux séries de Los Angeles et celle de Broadway.

## Biographie
McKenzie a grandi à Mesa, Arizona. Quand il était jeune, il voulait être chef de chorale religieuse, même si sa famille ne fréquentait pas régulièrement l'église.
À l'âge de quinze ans, McKenzie a passé six étés dans un camp d'été pour enfants et adultes handicapés mentaux et physiques, appelé Lions Camp Tatiyee. C'est là qu'il est entré en contact avec des personnes sourdes ou malentendantes. Le camp l'a inspiré à s'inscrire au Columbia College Chicago, où il a étudié la langue des signes américaine et l'éducation de la petite enfance dans le but de devenir un enseignant pour les enfants ayant besoin d'une éducation spécialisée. Il a obtenu en 2014 un baccalauréat universitaire en langue des signes américaine et en interprétation vocale.
Au lycée, McKenzie avait une activité occasionnelle dans les arts et était impliqué dans du théâtre, mais ne le considérait pas comme une carrière possible.
Il est en couple avec l'acteur Kevin McHale.

## Carrière
L'Éveil du printemps (2014–2016)
Peu de temps après avoir obtenu son diplôme du Columbia College Chicago, McKenzie a envoyé une cassette au metteur en scène Michael Arden et à l'équipe créative du Deaf West Theatre, dans l'espoir d'obtenir un emploi d'interprète lors de la tournée Spring Awakening de la société, qui inclut l'ASL. Cependant, l'équipe de Deaf West a vu son potentiel et lui a demandé de passer une audition pour le rôle principal dans la production, l’athéiste radical Melchior Gabor. Il a reçu le rôle et a commencé à répéter pour le spectacle à la mi-2014. Au début, McKenzie était le seul membre du groupe d'audience capable de communiquer efficacement avec ses cohortes sourdes et malentendantes, grâce à sa formation en ASL. Le Spring Awakening de Deaf West a été joué dans un théâtre de 99 places, à Los Angeles, en Californie, du 14 septembre 2014 au 9 novembre 2014. C'était le premier film professionnel de McKenzie.
En 2015, la production a été réinitialisée au Centre des arts de la scène Wallis Annenberg à Beverly Hills avec les ajouts des membres de la distribution, Andy Mientus, dans le rôle de Hanschen Rilow, Krysta Rodriguez, dans le rôle de Ilse Neumann, Alex Boniello, comme voix de Moritz Stiefel et Alex. Wyse comme Georg Zirschnitz. McKenzie a repris son rôle de Melchior. McKenzie et le reste de la distribution ont été très applaudis par les critiques, recevant de nombreuses nominations et remportant des prix Ovation; y compris son meilleur acteur principal dans une nomination musicale. Le spectacle a eu lieu du 21 mai 2015 au 14 juin 2015.
Au milieu de l'été 2015, il a été annoncé que la production serait transférée à Broadway, avec sa distribution actuelle pour un engagement limité au Brooks Atkinson Theatre. McKenzie a fait ses débuts à Broadway le 8 septembre 2015 et est resté fidèle à la production jusqu'à sa clôture le 24 janvier 2016. L'émission a été diffusée deux semaines après sa sortie prévue en raison de ses critiques élogieuses et a remporté trois nominations aux Tony Awards, dont le meilleur réveil d'une comédie musicale.
Film et télévision(2015 – présent)
En plus du théâtre, McKenzie est apparu sur grand et petit écran. En 2015, il est apparu dans un rôle invité dans un épisode de la série télévisée The 101.
Il a joué dans le long métrage Speech & Debate, une adaptation de la pièce à succès du dramaturge lauréat de Tony, le dramaturge primé, Tony Karam, publiée en 2007 à Broadway, et produit par Sycamore Pictures et Vertical Entertainment dans certains théâtres et en VOD le 7 avril 2017. McKenzie Howie, une adolescente ouvertement gaie aux côtés de Sarah Steele, a également joué le rôle principal dans la première originale de Speech & Debate et Liam James, diffusée à Broadway. Le film met en scène trois élèves inadaptés du lycée frustrés par l'hypocrisie de leurs parents et du personnel de l'école. Ensemble, ils essaient de faire revivre un club de débat d'école éteint pour faire face à la situation dans laquelle ils se trouvent. Un certain nombre de noms de théâtre, y compris Darren Criss et Lin-Manuel Miranda, apparurent dans le film et Kristin Chenoweth chante une chanson originale pour le film.
McKenzie a récemment joué dans la mini-série de docudrama ABC When We Rise, dirigée par Dustin Lance Black et Gus Van Sant. Il décrit le jeune militant LGBT Cleve Jones dans l'article d'époque, qui relate les luttes personnelles et politiques, les revers et les triomphes d'une famille diversifiée de personnes LGBTQ qui ont aidé à créer un mouvement du mouvement des droits civiques depuis son enfance turbulente au XXe siècle. les succès jadis insondables d'aujourd'hui. When We Rise raconte l'histoire du mouvement moderne de défense des droits des homosexuels, à commencer par les émeutes de Stonewall en 1969. McKenzie chante également "Thinking of You" dans la bande originale de When We Rise.

## Théâtre
| Année   | Prod                 | Rôle           | Type       | Location                | Dates                               |
| ------- | -------------------- | -------------- | ---------- | ----------------------- | ----------------------------------- |
| 2014    | L'Éveil du printemps | Melchior Gabor | Los Angles | Rosenthal Theatre       | 14 septembre 2014 - 9 novembre 2014 |
| 2015    | L'Éveil du printemps | Melchior Gabor | Los Angles | Wallis Anneberg Center  | 21 mai 2015 - 14 juin 2015          |
| 2015-16 | L'Éveil du printemps | Melchior Gabor | Broadway   | Brooks Atkinson Theatre | 8 septembre 2015 - 24 janvier 2016  |

## Films
| Année | Titre                                  | Rôle            | Type              | Notes                      |
| ----- | -------------------------------------- | --------------- | ----------------- | -------------------------- |
| 2015  | The 101                                | Terry           | Séries télévisées | Épisode : "Roommaters 101" |
| 2016  | Goodbye Charley                        | Charley         | Court métrage     |                            |
| 2017  | When We Rise                           | Cleve Jones     | Série télévisée   | 7 épisodes                 |
| 2017  | Speech & Debate                        | Howie           | Film              |                            |
| 2018  | Conrad & Michelle: If Words Could Kill | Conrad Roy      | Film télévisé     |                            |
| 2019  | In The Time It Takes To Get There      | Naked Young Man | Court métrage     |                            |
| 2020  | Enragé                                 | Fred Purvis     | Film              |                            |

## Bande sonore
| Année | Titre                         | Rôle     | Type                                       | Chanson           |
| ----- | ----------------------------- | -------- | ------------------------------------------ | ----------------- |
| 2017  | When We Rise : The Soundtrack | Lui-même | Bande originale d'une mini-série télévisée | "Thinking Of You" |

## Distinctions
| Année | Prix                                           | Catégorie                                             | Nomination           | Résultat   |
| ----- | ---------------------------------------------- | ----------------------------------------------------- | -------------------- | ---------- |
| 2015  | Ovation Awards                                 | Acteur principal dans une comédie musicale            | L'Éveil du printemps | Nomination |
| 2015  | Clive Barnes Awards                            | Le prix Clive Barnes                                  | L'Éveil du printemps | Nomination |
| 2015  | BroadwayWorld LA Awards                        | Meilleur acteur principal dans une comédie musicale   | L'Éveil du printemps | Nomination |
| 2016  | Theatre World Awards                           | Performance exceptionnelle pour les débuts à Broadway | L'Éveil du printemps | Lauréat    |
| 2016  | Chita Rivera Awards for Dance and Choreography | Ensemble exceptionnel dans un spectacle de Broadway   | L'Éveil du printemps | Nomination |
| 2016  | Brodway.com Audience Awards                    | Performance de percée préférée (homme)                | L'Éveil du printemps | Nomination |